# ビリー・サイアニス
「ビリー」ウィリアム・サイアニス（"Billy" William Sianis〔ギリシア語: Σιανης〕, 1895年 - 1970年10月22日）は、ギリシャ出身で、シカゴで居酒屋（タヴェルナ）「ビリー・ゴート・タヴァーン」のオーナーを務めていた人物。しかし、ビリーは居酒屋オーナーであること以上に、MLBの分野における「伝説」で広く知られている。
熱狂的なシカゴ・カブスのファンでもあったビリーは、可愛がっていたヤギと共にいつも試合観戦に訪れていた。しかし、1945年10月6日のワールドシリーズ第4戦においてヤギとの観戦を拒否され、ビリーは捨て台詞を投げかけた。以降、カブスは2016年までの71年間にわたり、ワールドシリーズ進出はおろかリーグ優勝すらも遠ざかっていた。いわゆる「ビリー・ゴートの呪い」として名高い出来事の、一方の主役である。

## 生涯
「ビリー」ことウィリアム・サイアニスは、1895年にギリシャ王国アルカディア県パレイオピルゴスで生まれる。1912年1月4日に移民としてアメリカに移り、シカゴに定住して居酒屋に勤務するようになる。1934年、1919年から続いた禁酒法が撤廃されてから2か月後にビリーはシカゴ・スタジアムの向かいに居酒屋「リンカーン・タヴァーン」を開く。同じ年の夏、店の外の通りを走っていたトラックの荷台から、1頭の赤ちゃんヤギが落ちた。ビリーは赤ちゃんヤギを助けて看病し、健康を取り戻したヤギに「マーフィー」と命名。ついでに、店の名前にヤギを取り入れて「ビリー・ゴート・タヴァーン」と改名した。改名後の「ビリー・ゴート・タヴァーン」は、1940年代のシカゴにおいて多くの客が訪れた店となった。ビリーは、「マーフィー」を店の看板として活用していたが、やがてビリー自身もヤギのようなひげを蓄えるようになった。また、店の宣伝のためにシカゴのあらゆる場所に「マーフィー」を連れて行くようになった。
ビリーはシカゴに定住してから、ずっとカブスのファンであった。1945年10月6日、リグレー・フィールドで行われたワールドシリーズ第4戦の観戦のため、ビリーは7ドル20セントのチケットを2枚購入した。1枚はビリー、もう1枚は「マーフィー」の分であった。試合開始前、ビリーは対戦相手のデトロイト・タイガースを意識して『われわれはデトロイトのヤギを頂戴した』 (We Got Detroit's Goat) と書かれた服をまとわせた「マーフィー」を公開した。かねてからビリーは「マーフィー」がカブスに幸運をもたらすと信じており、当日のリグレー・フィールドには42,922人の観客と「マーフィー」が入るはずであった。ところが、リグレー・フィールドに入ろうとしたビリーと「マーフィー」は、案内係に入場を阻止された。ビリーはカブスの勝利のためにはぜひとも「マーフィー」を入場させなければならないと抗議するが、話は進展しなかった。たまらずビリーはカブスのオーナーであるフィリップ・K・リグレーにも「マーフィー」の入場を訴え出たが、これに対してリグレーはヤギを中に入れることはダメだと答え、これに対しビリーが「ヤギだからか？」と問いかけると、リグレーは「ヤギは悪臭を放つからだ」と答えた。悪臭を理由に「マーフィー」の入場を拒否したリグレーに対してビリーは、「カブスはこれ以上勝つことはない。ヤギがリグレー・フィールドに入ることが許されない限り、（カブスが）ワールドシリーズを制することはない。」(The Cubs ain't gonna win no more. The Cubs will never win a World Series so long as the goat is not allowed in Wrigley Field.) と言い放った。（実際は4回まで球場内で試合を観戦していたものの、周囲の客からの悪臭に関する苦情が元で追い出されたとする証言もある）
ビリーの家族は、ビリーがリグレーに対して直接ではなく電報で「カブスは、このワールドシリーズには勝てない。また、別のワールドシリーズにも行けない。あなたは私のヤギを侮辱したため、（カブスが）再びワールドシリーズに進出することはないだろう」と「呪いをかけた」と主張している。ワールドシリーズ第4戦と第5戦はカブスが敗戦し、第6戦こそサヨナラゲームで制して3勝3敗のタイに持ち込んだが、タイガースのエースであるハル・ニューハウザーが第5戦に続いて第7戦に登板して勝利し、カブスは敗退した。敗退後、ビリーはリグレーに次のような電報を送った。「『臭い』のは誰だろう？」(Who stinks now?、stinkには「臭い」のほかに「不愉快」「評判が悪い」という意味がある) 。
ビリー・サイアニスは1970年10月22日早朝、自宅にしていたセントクレア・ホテルで急死した。コラムニストのマイク・ロイコはビリーの死に際し「シカゴの偉大なる居酒屋の主」と称え、続いてビリーの死のタイミングに関して「店は5時間だけ閉めているが、彼はその5時間の間に死んだ。まるで典型的なヤギのようであったが、いずれにせよ、彼は良い実業家であった。」と記した。

## 「呪い」は続いた
「呪い」は、いくつかの機会で公の場で明らかにされた。まず、ビリー自身が晩年の1969年にヤギの入場を試みて拒否される。この年のカブスは出だしから8月中旬まで好調であったが、ビリーによるヤギの再入場の試みが失敗に終わり、また優勝を争っていたニューヨーク・メッツとの大事な試合で不吉の象徴たる黒猫がカブスのナインにつきまとうように出現したことにより優勝を逃し、「不吉な」カブスは「ミラクル・メッツ」と称されたメッツと対照的な存在として描かれた。
ビリーの没後に「ビリー・ゴート・タヴァーン」を引き継いだ甥のサム・サイアニスも1973年以降数回にわたって入場を試みた。1984年、カブスのオーナーでトリビューン・カンパニーの総帥であるダラス・グリーンは、「呪い」の打破のためにサムにヤギを連れての入場を許可する。この許可を祝うかのようにこの1984年のカブスは勝ち続け、地区優勝を果たしてリーグチャンピオンシップシリーズに進出。しかし、最初の2戦をものにするもサンディエゴ・パドレスにタイに持ち込まれ、さらに第5戦でのレオン・ダーラムの手痛いエラーもあってリーグ優勝を逃した（当時のリーグチャンピオンシップシリーズは5戦3勝制）。1989年にも入場が許可されたが、地区優勝をしたにもかかわらずリーグ優勝はサンフランシスコ・ジャイアンツにさらわれた。1998年はワイルドカードを獲得するもディビジョンシリーズで敗退し、2003年はスティーブ・バートマン事件でリーグチャンピオンシップシリーズで敗退した。
多くのカブスのファンは「呪い」はいまだ解けないと確信し、「呪い」を解くための精進を日々重ねてきた。2011年以降、慈善団体を中心に貧者へのヤギの寄付を行ったり、「リグレー」と命名したヤギの飼育を行うなどの活動を行っている。2015年には地区3位ながらワイルドカードゲームからディビジョンシリーズを勝ち上がり、リーグチャンピオンシップシリーズに進出するが、ニューヨーク・メッツに4連敗。山羊の名前「マーフィー」と同じダニエル・マーフィーにディビジョンシリーズから続く6試合連続本塁打のプレイオフ新記録を許し、4連敗を喫した。精進の成果が実を結ぶまでには、ビリーの没後46年になる2016年10月22日のリーグ優勝まで待たねばならなかった。
そしてカブスは2016年11月2日、プログレッシブ・フィールドで行われたワールドシリーズ第7戦（クリーブランド・インディアンス戦）、延長10回にもつれ込む大接戦を制して、チームを108年ぶりの大リーグワールドチャンピオンに導くことに成功し、ここにめでたく「呪い」の歴史は完全にピリオドが打たれることになった。

## 参考サイト
- “カブス　「ビリー・ゴートの呪い」は解けるのか？”. 李啓充　ＭＬＢコラム.   李啓充. 2013年4月16日閲覧。
- “The BILLY GOAT CURSE” (英語). The World-Famous Billy Goat Tavern.   Billy Goat Tavern. 2014年1月6日閲覧。
- “Severed goat's head at Wrigley Field mirrors curse on Chicago Cubs” (英語). CNN.   CNN / Ben Brumfield. 2014年1月6日閲覧。